# Fuente de la plaza del Hierro (Orense)
La fuente de la plaza del Hierro es una obra realizada por Alonso Rodríguez en 1613. Está ubicada en la plaza del Hierro de Orense (Galicia, España).

## Historia
De acuerdo con los documentos custodiados en el Archivo Histórico Provincial, la fuente proviene del Monasterio de San Esteban de Ribas de Sil, en Nogueira de Ramuín, aunque durante años su lugar de procedencia fue objeto de controversia, con varias publicaciones señalando Osera como su emplazamiento original,: 286  siendo Juan Andrés Hervella Vázquez quien dio a conocer su verdadera historia tras descubrir en 1992 un documento relativo a su origen. Realizada por Alonso Rodríguez en 1613, año en que fungían como abades fray Juan Muñoz y fray Fernando de Amescua, el 27 de agosto de 1856, en el marco de la desamortización de Mendizábal, se procedió a crear una comisión destinada a trasladar a la capital tanto esta fuente como las demás situadas en los monasterios de Osera y Ribas de Sil tal y como consta en un acta del Libro de Acuerdos del Ayuntamiento, conservado en el Archivo Histórico Provincial:: 339 

Dada cuenta de una comunicación del comisionado de ventas que paso a este Ayuntamiento el tres de mayo último autorizándole para poder hacer uso del material de las fuentes que existen en los monasterios de Osera y San Esteban de Ribas de Sil, con el objeto de utilizarse de ellas para servicio público de la capital; y en su virtud se acordó nombrar una comisión compuesta de los señores concejales Espada y Rivera; para que dispongan de lo que conviniese a fin de que tenga efecto el transporte a esta ciudad de las referidas fuentes y cualquier estatua o busto.: 339 

Gracias a este escrito se sabe que no todas las fuentes antiguas de la ciudad provienen de Osera tal y como se pensaba antes, sino que una parte (al menos dos) procede de Ribas de Sil. El 2 de septiembre el Ayuntamiento envió al obispado una misiva en la que informaba de la creación de la comisión además de anunciar el desmantelamiento de las fuentes; el obispo optó por no responder a las autoridades, lo que posteriormente daría lugar a más de un inconveniente. El 23 del mismo mes, un monje exclaustrado que fungía como párroco de la iglesia de Ribas de Sil envió al obispado una carta en la que informaba de que se habían desplazado al monasterio los miembros de la comisión, a los cuales recibió en su dormitorio por hallarse enfermo. Puesto que el inmueble dependía del obispado en virtud de Real Orden y los comisionados no contaban con el permiso del obispo, los despidió de manera amistosa solicitándoles la pertinente autorización del obispado para mayor tranquilidad. El 25 de septiembre, el mismo párroco se quejó por carta de que los comisionados habían empezado las labores de desmantelamiento de la fuente sin haber obtenido la consabida autorización.: 339  
El libro Del Orense Antiguo (1935), obra de Pepe Adrio Menéndez, recoge el siguiente párrafo: «A la Plaza mayor, donde por todos sus costados había árboles, fue llevada en virtud de acuerdo municipal de 27 de Agosto, una de las fuentes monumentales del Monasterio de Osera, trasladada años después, al bosque de los jardines del Posío. También se coloco, entonces, en la Plazuela del Hierro, otra fuente de no escaso mérito, traída del convento de Ribas de Sil».: 104  Atendiendo a los motivos ornamentales, se puede establecer un claro nexo estilístico con el claustro del monasterio, llamado Claustro de los Caballeros. A mayores, teniendo en cuenta las fechas de las actas municipales del 10 de septiembre, del 27 de septiembre, del 1 de octubre y del 5 de noviembre, todas de 1856, y considerando que las labores de desmantelamiento, traslado e instalación duraron alrededor de 40 días, se podría confirmar la procedencia de la fuente del monasterio de Ribas de Sil. De acuerdo con el acta del 10 de septiembre:: 340 

Los comisionados que suscriben para la traída de las fuentes de Osera, después de examinar minuciosamente y conocidos de la conveniencia que reporta a la corporación, venciendo los obstáculos que en más de un concepto se le expusieron ofrecen los satisfactorios resultados siguientes:
1. - Que efectivamente merecen la pena de ser concluidas las expresadas fuentes por su buen gusto, regular estado de conservación y no ser imposible su transporte. […].: 340 

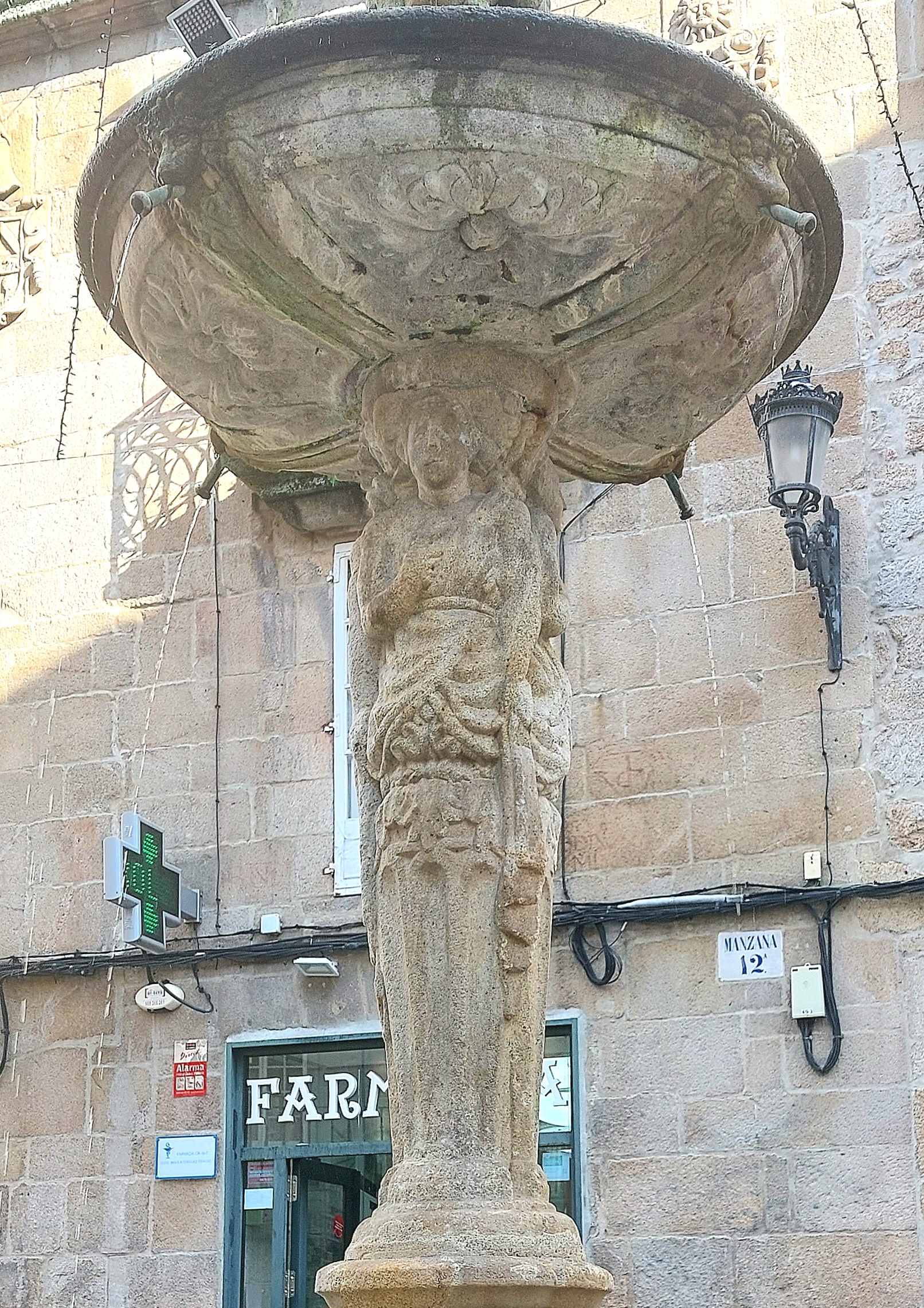
Cariátides.

Aprobada el acta, dieron inicio las obras para el traslado de las fuentes de Osera, destacando el hecho de que en el acta del 1 de octubre se dispuso que la fuente hoy situada en la plaza del Obispo Cesáreo se instalase en la plaza mayor, entonces denominada «de la Constitución». Esta fuente sería la última en colocarse puesto que se esperaba su emplazamiento en la referida plaza de acuerdo con la solicitud hecha por los comisionados y la confirmación de su comisión en el pleno municipal:: 340 

La Comisión encargada de la construcción y dirección para la colocación de varias fuentes en esta capital, manifestó al ayuntamiento había dispuesto colocar uno de los arboles de las que vinieron de Osera, en la Plaza de la Constitución, a cuyo efecto ya estaba el pral, acopio de materiales; y habiendo merecido la aprobación en pensamiento, acordó se lleve a cabo hasta su ultimación.: 340 

La fuente de la plaza del Hierro fue separada de las del monasterio de Osera según el acta del 5 de noviembre: «Seguidamente se trató acerca de la fuente de la plaza del Hierro, cuya obra esta a cargo del maestro carpintero Manuel Varela, […]». De este texto se deduce que la fuente aún estaba en fase de instalación, por lo que se encontraría muy atrasada en su terminación como para proceder de Osera, quedando constancia de que el traslado de las fuentes del monasterio de Ribas de Sil empezó el 27 de septiembre tal y como se desprende del acta de esa fecha:: 340–341 

[…] Los señores concejales González Rivera y García Armero en fecha del 27 del corriente, manifiestan al ayuntamiento: Que en veintidós del mismo pasaron por el monasterio de San Esteban de Ribas de Sil y dejaron dispuesto lo necesario para la desarboladura de dos lindas fuentes […] que se le proporcionen carros que las transporten, se conducirán a esta ciudad, como igualmente algunos remates de piedra, para todo lo cual presupuestan de ochocientos a mil reales y habiendo merecido todo ello la aprobación del ayuntamiento a la comisión las más expresivas gracias por tan marcado celo.: 341 

## Descripción

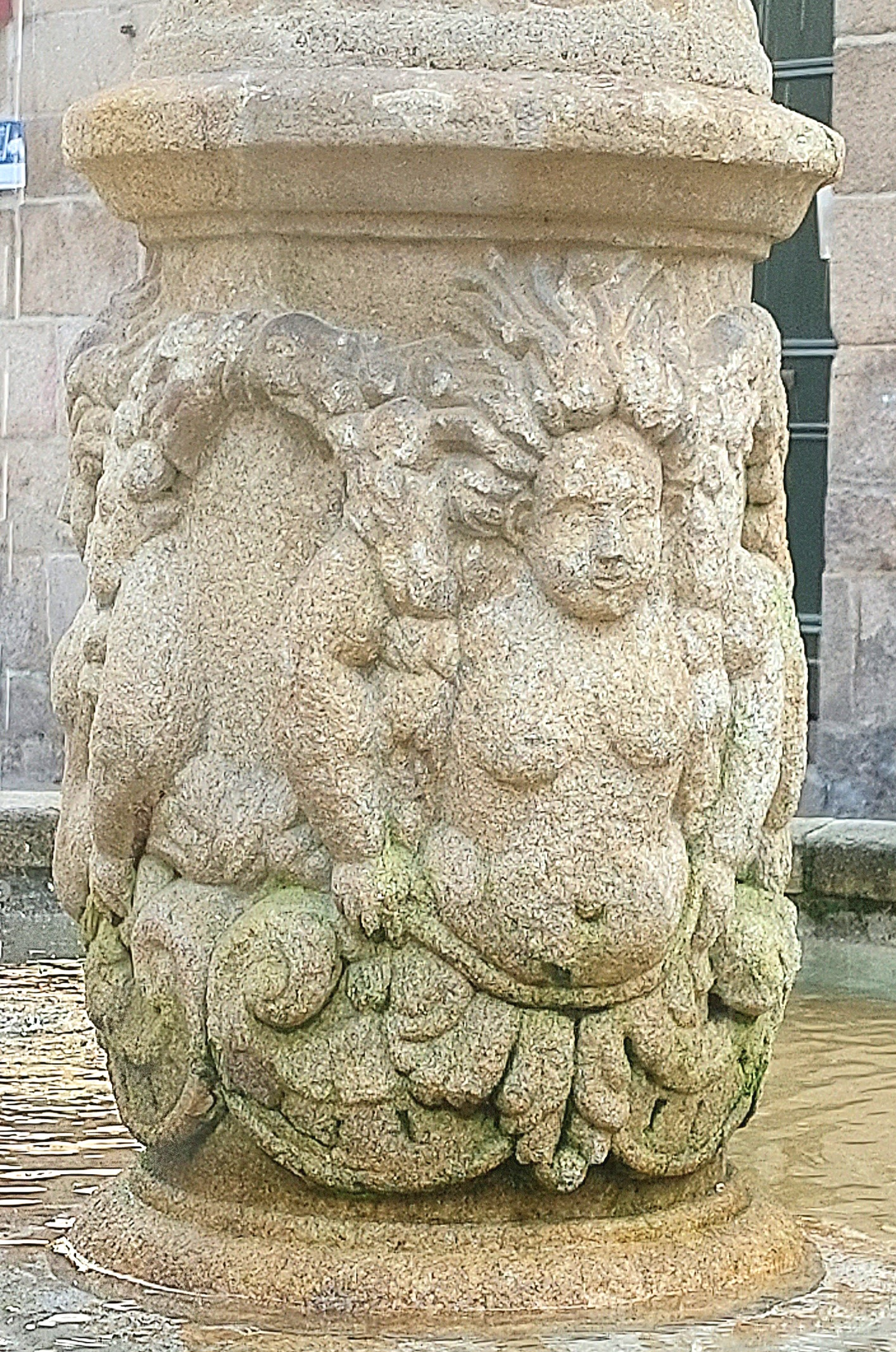
Nereidas.

Realizada en piedra y situada en la plaza del Hierro, conocida en el pasado como «Cruz dos Ferreiros» («Cruz de los Herreros») y punto donde confluyen cinco calles,  lo que hace que tenga un perímetro triangular, la fuente se asienta en el centro de un gran pilón lobulado de planta hexagonal. Del eje central parte un pilar compuesto por un total de tres cuerpos y rematado todo por un coronamiento. Descrita por Florentino Cuevillas como «muy del quinientos, resalta por su elegancia renacentista y con mucha y oscura mitología», sobre una base con forma de hexágono macizo se yergue el primero de los cuerpos, formado por cuatro relieves femeninos semejantes a nereidas (ninfas de los mares), por lo general representadas cabalgando sobre delfines o caballos marinos, si bien en este caso tan solo figura la mitad superior de las mismas surgiendo del agua y enlazadas unas con otras mediante coronas de follaje que sujetan bajo los brazos.: 288 
En lo tocante al segundo cuerpo, en él figuran tres doncellas de pie a modo de cariátides; pese a que este tipo de estatuas eran empleadas desde antiguo para soportar el peso de los arquitrabes de las edificaciones, aquí sostienen el cuenco destinado a recoger el agua vertida desde la taza ubicada encima, sirviendo a su vez para desaguar el pilón mediante cuatro cabezas de león. Respecto al tercer y último cuerpo, este se halla compuesto por las figuras de tres adolescentes que podrían ser representaciones de Eros o constituir simplemente crías de atlantes, contraparte masculina de las cariátides, si bien es posible también que se trate de una triple representación de Telamón. Estas imágenes aparecen entrelazadas por una tela de profusos pliegues que sujetan con las manos a la altura de las caderas dejando que esta caiga artísticamente sobre los muslos, mientras que sobre sus cabezas se encuentra la última taza o cuenco, de un tamaño mucho menor que el de debajo y en cuyo centro emerge el coronamiento, compuesto de dos águilas unidas entre sí por la espalda y en posición vertical, luciendo las alas levemente extendidas.: 288 

## Legado
La fuente de la plaza del Hierro destaca por hallarse en una de las zonas más céntricas del casco antiguo de la ciudad además de por ser la segunda fuente más importante de la capital, superada solo por la de Las Burgas. Restaurada en 1992, esta fuente tiene además el honor de contar con una réplica, creada en 1997 por Nicanor Carballo para el patio de los Medallones del monasterio de Osera, obra realizada a modo de reparación por el expolio sufrido por este cenobio pese a que para entonces ya se sabía que la pieza original provenía de Ribas de Sil. Cabe destacar que, anecdóticamente, la fuente se volvió viral en redes sociales en el verano de 2023 cuando el 21 de julio se difundió un vídeo en el que un perro aparecía nadando en ella para paliar la ola de calor que atravesaba la ciudad, publicándose ese mismo día la noticia de que un hombre se había dado un baño en la fuente.